# Nils Swartling
Nils Fredrik Swartling, född 21 juli 1884 i Sankt Olai församling, Östergötlands län, död 7 mars 1949 i Asarums församling, Blekinge län, var en svensk fabriksägare (sedan 1915 ägare till Wahlqvistska klädesfabriken; etablerad redan 1824), kammarherre (sedan 1940) och riksdagspolitiker (högerpartiet).
Swartling var vicekonsul för Tyska riket i Karlshamn 1933–1945. I riksdagen var han ledamot av första kammaren från 1935 till 1939. Partipolitiskt tillhörde han högern. I riksdagen skrev han sju egna motioner bl a om gruvlagen, om sjöfarandes säkerhet i Hanöbukten och om främjande av fåraveln.
Han var far till Ingrid Swartling, tvillingbror till Magnus Swartling och farbror till Fredrik Swartling.

Kommendör av Kungl. Vasaorden 1947 (Riddare 1931) 
Riddare av Kungl. Nordstjärneorden 1939